# Смит, Мартин (барабанщик)
Мартин Смит (17 декабря 1946 года — 2 марта 1997) — барабанщик музыкальных групп Gentle Giant и Simon Dupree and the Big Sound. Смит играл на первых двух альбомах Gentle Giant, Gentle Giant и Acquiring the Taste, после чего его в группе сменил барабанщик Малкольм Мортимор. Смит был многосторонним барабанщиком, специализирующемся в игре в джазовом и блюзовом стилях.
Смит умер 2 марта 1997 года в возрасте 50 лет от внутреннего кровоизлияния; по все видимости, он очень страдал заболеванием крови на протяжении 5 последних лет. Он перестал играть на ударных только за 2 месяца до своей смерти. На его похоронах присутствовало 150 человек, в том числе многие коллеги-музыканты, а также написавший Смиту панегирик Гордон Хаскелл (известный по раннему составу группы King Crimson).

## Список литературы
1. 1 2  Martin Smith (12) // Discogs (англ.) — 2000.
2. ↑  выгрузка данных Freebase — Google.
3. ↑  Martin Smith - The Gentle Giant Home Page. Blazemonger (21 декабря 2008). Дата обращения: 20 октября 2015. Архивировано 22 марта 2019 года.